# Pineau des Charentes

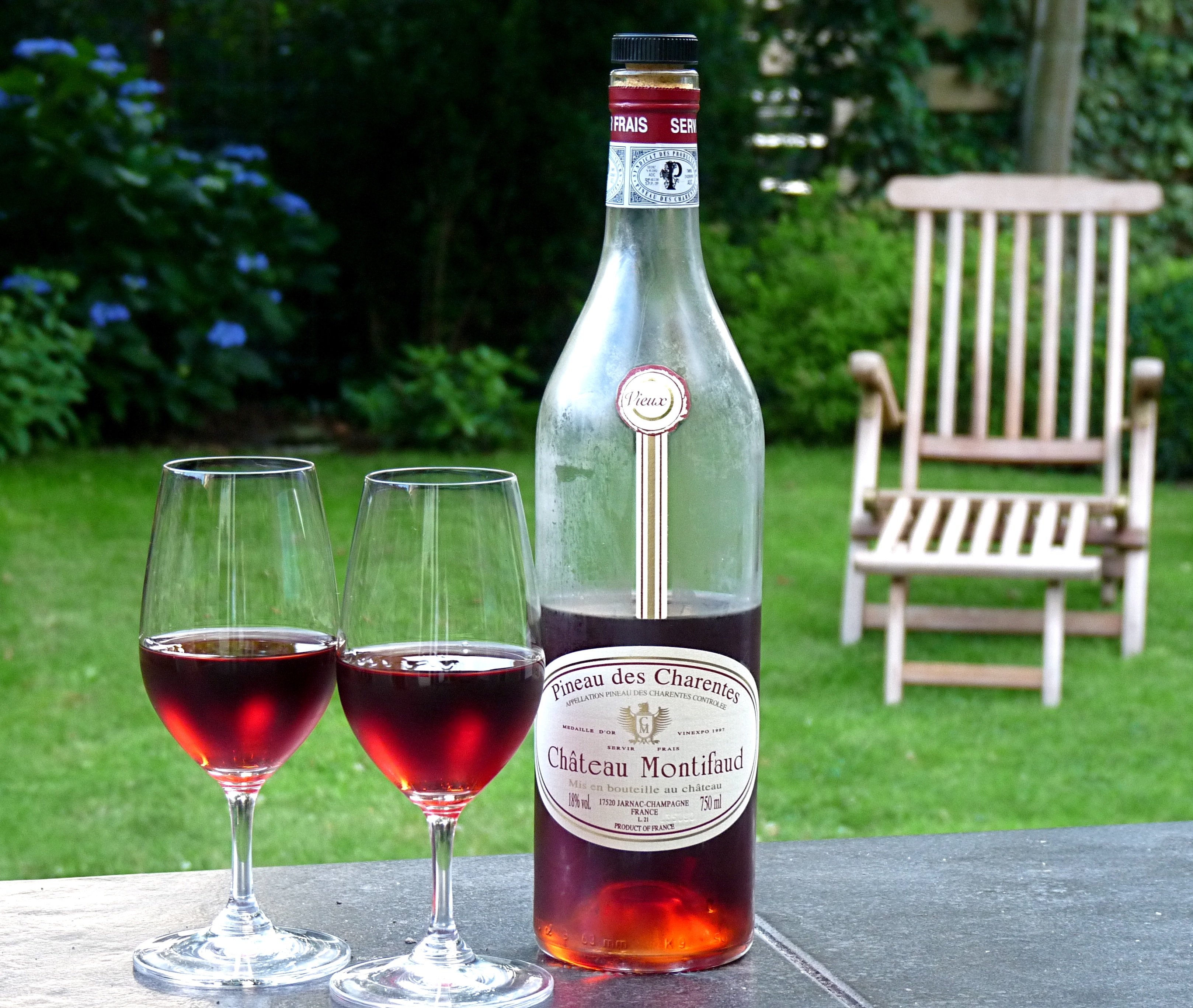
Pineau des Charentes Vieux

Pineau des Charentes is een Franse drank van driekwart most die versterkt is met een kwart cognac. Strikt genomen is het geen versterkte wijn al wordt het wel zo benoemd. De smaak is min of meer zoet en het wordt vaak - licht gekoeld - als middagaperitief geserveerd.
De drank wordt als witte, rosé en rode variant op de markt gebracht en heeft een alcoholpercentage van 16 à 22%. Ze heeft ook een eigen AOC en mag alleen van de kalksteenhellingen uit de departementen Charente, Charente-Maritime en sommige delen van Dordogne en Deux-Sèvres komen, waarmee dit gebied ongeveer overeenkomt met waar de Cognac vandaan komt. De maritieme invloeden van de oceaan zijn voor de drank van bijzonder belang. Ook de gebruikte cognac komt uit deze streek. Om de AOC te mogen dragen, moeten de most en de cognac afkomstig zijn van eenzelfde exploitatie.
Pineau des Charentes wordt aanbevolen licht gekoeld te drinken; 8 à 10 graden Celsius uit bijvoorbeeld een model portglas. De drank kan geduid worden als een “zomerport”.

## Geschiedenis
Hoe Pineau des Charentes precies is ontstaan is niet bekend. In 1589, zo wordt beweerd, zou een wijnboer per ongeluk zijn most bij een vat cognac gedaan hebben. Jaren later, toen hij het betreffende vat nodig had voor een grote oogst, ontdekte hij te maken te hebben met een mooie nieuwe soort drank. Lange tijd werd de drank enkel lokaal gedronken bij huwelijken en andere speciale gelegenheden. Sinds 1945 heeft de Pineau des Charentes een eigen AOC, aanvankelijk enkel voor de witte en de rosé varianten.

## Onderverdeling

### Wit

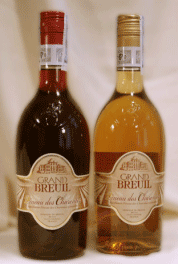
Rode en witte Pineau des Charentes

Deze van lichtgeel tot goudkleurige variant moet minimaal anderhalf jaar lageren waarvan één jaar op fust en een half jaar op fles.
Gebruikte druivenrassen: Ugni blanc, Folle Blanche, Colombard, Sémillon, Sauvignon blanc, Montils, Meslier Saint-François, Jurançon blanc, Merlot blanc, Merlot, Cabernet Sauvignon, en Cabernet Franc.

### Rood en rosé
De kleur van deze varianten kan uiteenlopen van roze tot dieprood tot bruin. De lagertijd is minimaal 14 maanden waarvan 8 maanden op fust.
Gebruikte druivenrassen: Cabernet Sauvignon, Cabernet Franc, Malbec en Merlot.

### Vieux en Très Vieux
De oude Vieux Pineau des Charentes moet minstens vijf jaar rijpen op fust. De Très Vieux des Charentes minimaal 10 jaar. Dit geldt voor zowel de witte, rosé, als de rode varianten.

## Productieproces
Na het binnenhalen van de druiven worden zij onmiddellijk geperst en het sap met cognac van minimaal 60% en maximaal 72% alcohol gemengd. Door deze menging met de alcoholrijke cognac wordt gisting van de most voorkomen. De witte Pineau des Charentes moet minstens 18 maanden rijpen, waarvan 12 in een eikenhouten vat, voor de aroma's. Na deze rijping heeft de drank een natuurlijk suikergehalte van 125 gram per liter. Voor de rode Pineau blijven de blauwe druiven eerst nog even in contact met het sap om de kleurstoffen af te gegeven.